# Nombre octaédrique centré

Construction de Haüy d'un octaèdre à l'étape 5 ; le solide est formé de cubes.

En mathématiques, plus précisément en combinatoire, les nombres octaédriques centrés ou nombres octaédriques de Haüy sont des nombres figurés, cas particuliers de nombres polyédriques centrés. Ils comptent également les sommets d'un réseau entier tridimensionnel situés à l'intérieur d'un octaèdre centré à l'origine.  Ce sont donc des cas particuliers de nombres de Delannoy, lesquels dénombrent aussi certains chemins dans un réseau bidimensionnel.  
La formule générale pour le nombre octaédrique centré d'ordre {\displaystyle n} est {\displaystyle OC_{n}={\frac {(2n-1)\left(2n^{2}-2n+3\right)}{3}}}.  
Les premières valeurs (pour {\displaystyle n=1,2,...}) sont :
1, 7, 25, 63, 129, 231, 377, 575, 833, 1159,… , suite A001845 de l'OEIS.

## Historique
Le nom "nombre octaédrique de Haüy" honore René Just Haüy, minéralogiste français actif à la fin du XVIIIe et au début du XIXe siècle. l'"octaèdre" de Haüy est un  polycube formée par la superposition de couches concentriques de cubes sur un cube central. Quand le nombre de couches augmente, le polycube se rapproche d'un véritable octaèdre plein. Les nombres octaédriques centrés comptent le nombre de cubes utilisés dans cette construction.  Haüy a proposé cette construction, ainsi que d'autres constructions similaires de polyèdres, comme modèle pour la structure des minéraux cristallins.   

## Définition comme nombre de points entiers d'une partie d'un réseau
Le nombre octaédrique centré d'ordre {\displaystyle n} est, de façon équivalente, le nombre de points du réseau {\displaystyle \mathbb {Z} ^{3}} situés à une distance d'au plus {\displaystyle n-1} pas de l'origine, autrement dit, le nombre de points à coordonnées entières de l'octaèdre plein {\displaystyle \left\{(x,y,z)\in \mathbb {R} ^{3}/|x|+|y|+|z|\leqslant n-1\right\}} qui est aussi le nombre de Delannoy {\displaystyle D(n-1,3)}. 
Cet octaèdre peut être vu comme une boule fermée de rayon {\displaystyle n-1} pour la distance de Manhattan, c'est pourquoi Luther & Mertens appellent les nombres octaédriques centrés «volumes de boules de cristal». 

## Détermination et formules
En répartissant les cubes en {\displaystyle 2n-1} couches horizontales, le nombre octaédrique centré d'ordre {\displaystyle n},  peut être vu comme la somme {\displaystyle C_{4,1}+C_{4,2}+...C_{4,n-1}+C_{4,n}+C_{4,n-1}+....+C_{4,1}} où {\displaystyle C_{4,n}=n^{2}+(n-1)^{2}} est le nombre carré centré d'ordre {\displaystyle n}. 
On obtient alors {\displaystyle OC_{n}=4\sum _{k=1}^{n-1}{k^{2}}+n^{2}-(n-1)^{2}=4{\frac {n(n-1)(2n-1)}{6}}+2n-1={\frac {(2n-1)\left(2n^{2}-2n+3\right)}{3}}}. 
On en déduit la définition par récurrence : 
{\displaystyle OC_{1}=1,OC_{n+1}=OC_{n}+4n^{2}+2}.
La fonction génératrice est :   
{\displaystyle \sum _{n\geqslant 1}OC_{n}x^{n}={\frac {x(1+x)^{3}}{(1-x)^{4}}}}.
Les nombres octaédriques centrés peuvent aussi être obtenus comme sommes de deux nombres octaédriques (non centrés) consécutifs : {\displaystyle OC_{n}=O_{n}+O_{n-1}} puisque {\displaystyle O_{n}={{n(2n^{2}+1)} \over 3}=C_{4,1}+C_{4,2}+...C_{4,n-1}+C_{4,n}}.

## Obtention par la méthode générale des nombres polyédriques centrés
L'octaèdre ayant 8 faces, 12 arêtes et 6 sommets, la couche octaédrique ajoutée à l'étape {\displaystyle n} possède {\displaystyle 8(P_{3,n}-3(n-1))} points correspondants aux intérieurs des faces ( {\displaystyle P_{3,n}} est le nombre triangulaire non centré avec {\displaystyle n} points sur chaque côté), plus {\displaystyle 12(n-2)} points situés à l'intérieur des arêtes, plus 6 points situés aux sommets. On a donc {\displaystyle OC_{n}-OC_{n-1}=8\left({\frac {n^{2}+n}{2}}-3(n-1)\right)+12(n-2)+6=2(3(n-1)^{2}+1)}, ce qui donne bien la même relation de récurrence.

## Avec des faces centrées
Si on ajoute à l'étape {\displaystyle n} des faces centrées, il faut remplacer {\displaystyle 8(P_{3,n}-3(n-1))} par {\displaystyle 8C_{3,n-1}} où {\displaystyle C_{3,n-1}} est le nombre triangulaire centré d'ordre {\displaystyle n-1} et l'on obtient {\displaystyle OC'_{n}-OC'_{n-1}=8\left({\frac {3(n-1)^{2}-3(n-1)+2}{2}}\right)+12(n-2)+6=2(6(n-1)^{2}+1)}.
Partant de {\displaystyle OC'_{1}=1}, on obtient {\displaystyle OC'_{n}=1+2\sum _{k=2}^{n}(6(k-1)^{2}+1)=(2n-1)(2n^{2}-2n+1)=n^{4}-(n-1)^{4}}.
Les premiers de ces nombres sont 1, 15, 65, 175, 369, 671, 1105, 1695, 2465, 3439, ... (suite A005917 de l'OEIS), qui sont aussi les nombres dodécaédriques rhombiques centrés (à faces non centrées).
Par exemple, {\displaystyle OC'_{2}=15} car il y a 6 points sur les sommets, 8 au centre de chaque face et 1 au centre de l'octaèdre.

## Autres interprétations
- Les nombres octaédriques centrés sont aussi des nombres pyramidaux pentagonaux centrés (autour du centre de la pyramide pentagonale). Si l'on forme une suite de coquilles concentriques en trois dimensions, où la première coquille se compose d'un seul point, la deuxième coquille se compose des six sommets d'une pyramide pentagonale, et chaque coquille successive forme une pyramide pentagonale  plus grande avec un nombre triangulaire de points sur chaque face triangulaire et un nombre pentagonal de points sur la face pentagonale, alors le nombre total de points redonne un nombre octaédrique centré. Cela conduit en effet de nouveau à la relation :{\displaystyle OC_{n}-OC_{n-1}=5(P_{3,n}-3(n-1))+P_{5,n}-5(n-1)+10(n-2)+6=4(n-1)^{2}+2}.

Tracé des chemins de Delannoy joignant (0,0) à (3,3).

- Comme vu ci-dessus, les nombres octaédriques centrés sont aussi les nombres de Delannoy {\displaystyle D(n-1,3)}, lesquels ont pour définition première de dénombrer certains chemins de {\displaystyle (0,0)} à {\displaystyle (n-1,3)} dans {\displaystyle \mathbb {Z} ^{2}}.